# Ecateo di Mileto
Ecatèo di Mileto (in greco antico: Ἑκαταῖος Μιλήσιος?, Hekatàios Milḕsios; Mileto, 550 a.C. – 476 a.C.) è stato un geografo e storico greco antico, uno dei primi autori di scritti di storia e geografia in prosa del mondo greco.

## Biografia
Figlio di Egesandro, aristocratico, Ecateo si vantava, secondo quanto racconta Erodoto, di avere avuto, nella propria genealogia, un dio per antenato della sedicesima generazione: i sacerdoti egiziani del dio Amon gli mostrarono nel tempio ben 345 statue di sacerdoti della stessa stirpe e il più antico di essi era ancora un uomo. Il senso dell'episodio sembra essere che egli cominciasse a considerare razionalmente i miti e a basarsi sui fatti per valutare le tradizioni.
Sempre Erodoto racconta che Ecateo occupò una posizione di rilievo nella rivolta delle città ioniche contro i persiani (499 a.C. – 493 a.C.). Tentò infatti invano di dissuadere i suoi concittadini dall'entrare in guerra contro i Persiani e, quando ormai la sconfitta era vicina, consigliò di costruire una flotta utilizzando il tesoro del tempio dei Branchidi per poter combattere con successo. Fu poi tra gli ambasciatori che, una volta sedata la rivolta, trattarono la pace col satrapo Artaferne. Anche solo grazie a questi pochi aneddoti si può dimostrare la sua spregiudicatezza e la sua noncuranza per ciò che allora era considerato sacro e inviolabile.

## Opere

Il mondo disegnato da Ecateo.

### LaPeriegèsi
La Periegèsi (Περιήγησις) ο Giro della Terra (Περίοδος γῆς) era un'opera di natura geografico-periegetica, pubblicata alla fine del VI secolo, in due libri riguardanti l'Europa e l'Asia, una descrizione di luoghi visitati, con indicazione delle distanze, osservazioni etnografiche come usi e costumi (νόμοι)   
(θαύματα): in più, secondo Erodoto, disegnò una carta geografica che rappresentava la Terra come un disco rotondo circondato dall'Oceano, concezione, del resto, a lui anteriore.
Di quest'opera rimangono solo alcuni frammenti

### LeGenealogie
Le Genealogie (Γενεαλογίαι) erano un'opera in 4 libri di natura storica-genealogica, con un'esposizione di avvenimenti mitici ordinati cronologicamente per generazioni – una generazione corrispondeva, come in Erodoto, a circa quarant'anni. Probabilmente Ecateo considerava il periodo dai Deucalionidi, i discendenti di Prometeo, a Eracle. 
Restano una trentina di frammenti dai quali non si può ricavare carattere e distribuzione della materia trattata, anche se sono considerate un tentativo di razionalizzare gli elementi mitici della storia primitiva della Grecia. 
Ecateo esordisce nelle Genealogie con la perifrasi "ὡς μοι δοκεῖ": 
(FGrHist 1, F 1 J.)
Questa fu una delle prime individualizzazioni dell'autore nella storia della letteratura, mentre in precedenza (basti pensare ai poemi omerici) lo scrittore non compare nell'opera, anzi essa è raccontata dalla musa per mezzo del poeta, non è frutto della fantasia o dell'abilità del poeta stesso.
Considerando leggende molte tradizioni della sua terra, Ecateo cerca di comprendere i miti, razionalizzandoli: così, per esempio, spiega la leggenda di Eracle che, nel capo Tenaro, scende nell'Ade per portare il cane infernale Cerbero a Euristeo, verificando che in quel luogo non c'è nessuna strada sotterranea e nessun ingresso all'Ade; dunque, secondo lui, Eracle ha semplicemente catturato in quel luogo un comune serpente chiamato, per la sua velenosità, "cane dell'Ade". In questo modo, il mito viene adattato ai tempi, perché Ecateo non interpreta e mantiene reali Eracle e l'Ade, che sono i fondamenti della leggenda. È il limite di ogni razionalizzazione: in realtà le mitologie vanno spiegate storicizzandole, cioè comprendendo come e perché siano sorte, altrimenti vengono soltanto modificate, creandone altre, come infatti la storia insegna. Ancora, è il caso del mito argivo di Danao:
(FGrHist 1, F 19 J.)
Ma Ecateo non poteva “storicizzare”, proprio a causa dell'inesistenza, ai suoi tempi, di una storiografia e, perciò, di una metodologia storiografica e tuttavia, per il suo sforzo di mettere in discussione le narrazioni del passato, per la ricerca della verosimiglianza dei fatti e il rifiuto dell'autorità, merita il nome di padre della storiografia greca.
Ecateo scriveva in prosa, utilizzando il dialetto ionico puro (ἄκρατος Ἰάς, àkratos Iàs) con uno stile semplice e chiaro che sembra abbia influenzato Erodoto. Secondo i critici antichi questo genere di stile era particolarmente adatto alle letture pubbliche, veicolo privilegiato di diffusione dei primi prosatori greci.

## Edizioni
- (DE, GRC) Felix Jacoby, 1, in Die Fragmente der griechischen Historiker, Berlino, Weidmann, 1923-1958.